# 鈴木友菜
鈴木友菜（1992年8月11日—）是東京都出生的女模特兒、女演員。所屬經紀公司為SPACE CRAFT。

## 經歷
- 2009年2月開始在少女雜誌《Seventeen》擔任專屬模特兒。於該雜誌的2010年5月號初次與武井咲一起擔當封面、同年11月號初次一人擔當封面。
- 2014年3月於《Seventeen》2014年4月號上發表畢業，共計擔當7次封面。
- 2014年3月開始在女性時尚雜誌《non-no》擔任專屬模特兒。
- 2016年2月於該雜誌的2016年4月號上與西野七瀨一起擔當封面，與西野兩人的組合被稱為「（Yunanase）」[2]。

## 簡介
擅長彈鋼琴、古典芭蕾及打籃球。興趣是看漫畫、最喜歡的漫畫是『NANA』，喜歡的電影是『DEATH NOTE』。迷人之處是笑容。有一個哥哥。

## 演出

### 綜藝節目
- 激モテ!セブンティーン学園（2009年7月 - 2010年3月、BS-TBS）- 正式成員
- くらしのサプリ!集合!鈴木三姉妹（2011年10月 - 2012年6月、BS朝日）共同演演：鈴木砂羽、鈴木亞美[4]

### 電視劇
- 地獄少女 第10話（2007年、東京電視台） 飾演 - 風間美香

### 廣告
- 東急セキュリティ（2006年）
- ぺんてる - Slicci『ジンクス1篇』（2007年）
- ロート製薬 - 曼秀雷敦 モイスティアラ （2010年7月24日 - ）- 與剛力彩芽、有末麻祐子、岡本杏理共同演出
- 中日本高速道路企業CM「さあ、高速で行こう！」 (2012年)

### 靜物攝影
- 駿台予備学校（2005年） - 海報
- チロルチョコ 草莓女孩代表（2006年） - 形象女孩代言
- セシール - キューポップ(Cupop)（2007年 - ）

### PV
- Monkey Majik - 「あいたくて」

## 書籍

### 雜誌
- nicola（ニコラ、新潮社）
- CM NOW（玄光社）
- Seventeen（集英社、2009年3月號－2014年4月號）專屬模特兒
- non-no （集英社、2014年5月號－）專屬模特兒

## 外部連結
- 官方個人資料
- Yahoo!JP部落格 （页面存档备份，存于）
- 官方twitter （页面存档备份，存于）
- 官方blog （页面存档备份，存于）